# جيلسون كوستا
جيلسون كوستا (24 سبتمبر 1996 بساو تومي في ساو تومي وبرينسيب - ) هو لاعب كرة قدم برتغالي في مركز الوسط. شارك مع منتخب البرتغال تحت 19 سنة لكرة القدم. أما مع النوادي، فقد لعب مع S.L. Benfica B ‏.

## وصلات خارجية
- جيلسون كوستا على موقع الاتحاد الأوربي (الإنجليزية)
- جيلسون كوستا على موقع قاعدة بيانات كرة القدم.إي يو (الإنجليزية)
- جيلسون كوستا على موقع Soccerway.com (الإنجليزية)